# Malé Kršteňany
Malé Kršteňany és un poble i municipi d'Eslovàquia que es troba a la regió de Trenčín.

## Història
La primera menció escrita de la vila es remunta al 1255.

## Demografia
| Godina             | 1994 | 2004    | 2014   | 2024   |
| ------------------ | ---- | ------- | ------ | ------ |
| Nombre de persones | 449  | 514     | 543    | 525    |
| Diferència         |      | +14,47% | +5,64% | −3,31% |

| Godina             | 2023 | 2024   |
| ------------------ | ---- | ------ |
| Nombre de persones | 521  | 525    |
| Diferència         |      | +0,76% |